# Haczykodziobek czarniawy
Haczykodziobek czarniawy (Diglossa humeralis) – gatunek małego ptaka śpiewającego z rodziny tanagrowatych (Thraupidae). Występuje w północno-zachodniej części Ameryki Południowej. Nie jest zagrożony wyginięciem.

## Systematyka
Wyróżniono trzy podgatunki D. humeralis:
- D. humeralis nocticolor – haczykodziobek kolumbijski – występuje w północnej Kolumbii i północno-zachodniej Wenezueli.
- D. humeralis humeralis – haczykodziobek czarniawy – występuje na wschodnich zboczach Andów na terenie Kolumbii i południowo-zachodniej Wenezueli.
- D. humeralis aterrima – haczykodziobek czarny – występuje od zachodnio-środkowej Kolumbii przez Ekwador po północne Peru.

## Morfologia
Mały ptak o długości w granicach od 13 do 14 cm. Dorosłe osobniki są w całości czarne z niebieskawym połyskiem u samców. Mają brązowe oczy i czarny, charakterystycznie zakrzywiony dziób. Samice są czarne, bez połysku, a ich skrzydła i ogon są brązowawe. Młode są czarne, ale bardziej matowe.
U D. h. humeralis samiec jest matowo czarny z niebieskawymi ramionami i szarawym kuprem. Samice są ciemnobrązowe z szarym kuprem. U D. h. nocticolor osobniki są czarne z ciemnoszarym kuprem, samice są ciemniejsze niż samce.

## Występowanie
Występuje w Ekwadorze, Kolumbii, Peru i Wenezueli. Obserwowany na wysokościach od 2175 do 4000 m n.p.m., najczęściej 2700–3400 m n.p.m.
Najczęściej zamieszkuje na granicach wilgotnych lasów, ale spotyka się go na plantacjach eukaliptusa, w ogrodach i parkach.

## Tryb życia
Odżywia się nektarem i małymi bezkręgowcami. Jest najbardziej aktywny w dolnych częściach lasu. Zwykle występuje samotnie lub w parach.

## Status
W Czerwonej księdze gatunków zagrożonych IUCN gatunek ten ma kategorię najmniejszej troski (LC, Least Concern) nieprzerwanie od 1988 roku. Liczebność populacji nie została oszacowana, ale ptak ten opisywany jest jako dość pospolity. Ze względu na brak dowodów na spadki liczebności, bądź istotne zagrożenia dla gatunku, BirdLife International uznaje trend liczebności populacji za stabilny.